# قربان‌کندی (هشترود)
قربان‌کندی یکی از روستاهای استان آذربایجان شرقی است که در دهستان آتش‌بیگ قرانقو بخش نظرکهریزی شهرستان هشترود واقع شده‌است.قربان کندی درفصل بهار وتابستان جمعیتش به ۴۰نفر و۱۵خانوار می‌رسد.